# Arne Fredriksson
Arne Karl-Erik Fredriksson, född 21 april 1941 i Silvbergs församling i nuvarande Säters kommun, Dalarna, död 1 januari 2024 i Nyckelby i Borlänge, i Dalarnas län en svensk konstnär.

## Biografi
Arne Fredriksson, som var son till gruvarbetaren Evert Fredriksson och Klary Andersson, växte upp i Norbo i Silvbergs socken. Måleriet var en viktig del av hans liv redan i tidig ålder. Efter avslutad militärtjänstgöring utbildade han sig till dekoratör i Stockholm. På uppmuntran av  Gerlesborgsskolans rektor Arne Isacsson sökte Fredriksson in till skolans konstnärliga utbildning, där han studerade 1968–1970. Därefter studerade han måleri vid Konstakademien 1970–1975.
Parallellt med sitt konstnärskap arbetade Fredriksson under många år som lärare på Gerlesborgsskolan och Konstfackskolan samt med sommarkurser i akvarellmålning i Bohuslän och Dala-Floda. Han har också varit gästlärare vid Valands konstskola och Konsthögskolan vid Umeå universitet samt på Fornby Folkhögskola i Borlänge och Gruvstugan i Falun.  Han bodde i Nyckelby i Borlänge kommun.
Fredrikssons konst vill synliggöra musikaliska klangvärldar och stämningar. Genom färgens möte med formen söker han ett inre språk och skildrar mörkrets och ljusets längtan till varandra.

## Offentliga utsmyckningar
Fredriksson har gjort offentliga utsmyckningar i Kungsträdgårdens tunnelbanestation, Fersenska Palatset, Löwenströmska lasarettet och Danderyds sjukhus samt flera skolor och sjukhus i Sverige. Efter branden i Cassels donation i Grängesberg anlitades han 1994 för att tillsammans med konstnären Göran Rydén återskapa målningar och utsmyckningar i aulans tak.

## Utställningar och representation
Fredriksson ställde ut på Ålands konstmuseum, Örebro konsthall, Frederikshavn Kunstmuseum, Konstnärshuset i Stockholm 1987, Borlänge kommuns konsthall 1988, 1993 och 2005, Dalarnas museum 1989, Galleri Överkikaren i Stockholm 1991, 1997, 2001, 2005 och 2012 samt Borlänge Modern 2021. Han finns representerad vid Nationalmuseum, Statens Konstråd, Region Dalarna, Region Jönköpings län och Region Örebro samt ett flertal kommuner.